# Jonas Poole
Jonas Poole (v.1566-1612) est un navigateur et explorateur anglais.

## Biographie
Il travaille comme pilote pour la Compagnie de Moscovie et participe à des expéditions de chasse à la baleine vers l'île aux Ours (1604, 1605, 1606, 1608 et 1609). Avec Christopher Newport, il explore la James River (1607).
Friand de chasse, à la fin de 1609, il captura deux oursons polaires au Groenland et les  ramena en Angleterre, où ils furent achetés par le Beargarden, le lieu incontournable du Londres Elisabéthain pour la chasse aux ours et d'autres « sports animaliers ». Mais, trop mignons, les oursons furent épargnés puis utilisés sur les planches dans "Le Conte d'Hiver" de Shaekespeare.
Devenu Commandant de l'Amity (1610), il explore le Spitzberg où il chasse la baleine, l'ours, le morse et le renne. En 1611, il y retourne avec Stephen Bennet et Thomas Marmaduke, voyage essentiellement marqué par la brouille entre ce dernier et Poole.
Parti pour une troisième expédition en 1612, il est assassiné lors du retour entre Radcliffe et Londres.
On lui doit la nomination de nombreux lieux du Spitzberg comme Isfjorden, Prins Karls Forland ou Kongsfjorden.